# Berclaz de Sierre
Ne doit pas être confondu avec Jean-Daniel Berclaz.
Pour les articles homonymes, voir Berclaz.
Berclaz de Sierre est le nom d'artiste de Jean-Daniel Berclaz, un plasticien suisse, originaire de Sierre (Suisse), né en 1961.

## Biographie

### Origine de son nom d'artiste
En 1986, il invente son nom d'artiste, Berclaz de Sierre, après avoir rencontré son homonyme, Jean-Daniel Berclaz à Paris. Et la date du 15 avril 1986 équivaut pour lui à une nouvelle naissance,.

### Formation
En 1986, il fréquente les cours à l'École supérieure d'art de Genève. L'année suivante, il intègre l'École des Beaux-Arts à Mâcon. Après quoi, Il suit ensuite une formation à l'École supérieure d'Art Visuel (ESAV) à Genève en 1998. De 1989 à 1990, il retourne en France pour étudier à l'Institut des hautes études en arts plastiques à Paris qui lui a attribué une bourse.

## Thématiques

### Pierres tombales
L'œuvre de Berclaz de Sierre questionne souvent l'identité. Il a ainsi réalisé l'exposition « Personne – Niemand, 1903-2004 » entre 2004 et 2006. Il s'agit d'une installation qui recrée des pierres tombales découvertes au cours de recherches pour ce travail, et qui ont pour point commun de porter le nom de famille Personne, Niemand ou encore Nobobdy. 

### Personnages-meubles
Toujours dans cette thématique, Berclaz de Sierre réunit des meubles — et par la suite des vêtements — dont le nom (donné le fabricant) est une partie du nom d'une personne connue. Ces différentes compositions sont intégrées dans un espace qui représente un appartement, si bien que le spectateur peut voir un canapé Umberto et un plafonnier Eco, un parc en bois Thomas et une chaise Bernhard, un pyjama Woody et une parure de lit Allen. L'artiste a acquis plus de 600 de ces associations, avec quelques clins d'œil à des amis ou même à son dentiste.

### Jonnhy Depp
La rencontre de Jonnhy Depp le 3 juin 2008, dans un centre de récolte de sperme en Suisse alémanique, marque une étape importante dans la carrière de Berclaz de Sierre. Il s'agit d'un taureau qu'il a vu — et qui a vu Berclaz de Sierre — une seule fois. Il s'agit d'un taureau utilisé pour la récolte de sperme, et l'animal est tué à l'âge de 21 mois (en octobre 2008), après avoir donné quelque 30'000 doses de sperme. Berclaz de Sierre déclare à ce propos : « En le voyant, je me suis dit « Il faut que je sauve sa peau ! » Je n’ai justement que sauvé sa peau. Aujourd’hui, je le sauverais lui. »
Pareille vie, soumise à la logique économique, amène l'artiste à s'interroger sur notre rapport à l'animal, à la nourriture, au travail de sélection par les hommes et aux stratégies économiques sur lesquelles s'appuie un tel parcours pour un animal. Dès lors, il s'engage dans une démarche qui relève de la recherche scientifique et de l'enquête de terrain : il rassemble de nombreuses informations, de la documentation, des objets, des témoignages qui nourrissent le projet artistique: son questionnement débouche sur différentes expositions et performances, motivées par le désir de comprendre le destin de cet animal et le système dans lequel il a été « produit » : « Ce qui m’intéresse, c’est de comprendre. Voir ce que ce taureau a pu vivre et engendrer ».

## Expositions
Les œuvres de Berclaz de Sierre ont été exposées au Musée de l’Elysée à Lausanne, au Centre d’art contemporain à Genève, au Musée d’art de Sion ainsi qu’à Milan et Lisbonne. Et une intervention permanente se trouve dans la cour du Lycée-collège de la Planta à Sion.

### Expositions individuelles
- 2013 : Triplex, Ferme-Asile, Sion, Suisse[3],[8],[9],[10],[11]
- 2003 : Les équivoques Bonjour, Centre d’Art Contemporain – Genève, Suisse[2]
- 1990 : CREDAC Centre d’art contemporain – Ivry-sur-Seine, France[2]

### Expositions collectives
- 2014 : Parole d'objets, Fondation Louis Moret, Martigny, Suisse [12]
- 2013 : Bromer Art Collection, Roggwil-Kaltenherberg, Suisse[13]
- 2002 : Bex & Arts : Triennale de sculpture contemporaine suisse en plein air, Bex, Suisse[2],[14]

### Catalogues
- Véronique Ribordy, Pas du jeu : Manon Bellet, Berclaz de Sierre, Gaspard Buma, Maria Ceppi, Marc Elsener, Geneviève Favre Petroff, Le Gentil Garçon, Ingrid Kaeser, Vincent Kohler, Keiko Machida, Sandrine Pelletier, Delphine Reist, Alexandra Roussopoulos, Silvana Solivella, Alexia Turlin, Stéphane Zaech : [exposition] Le Manoir de la ville de Martigny du 6 mars au 18 avril 2010, Martigny, ART-RAY Editions, 2010 (OCLC 716598285)
- Jean-Daniel Berclaz, Berclaz de Sierre : rien : [exposition, CREDAC, Centre d'art contemporain, Ivry, 20 juin - 23 septembre 1990]., Ivry-sur-Seine, CREDAC, 1990 (ISBN 2907643371, OCLC 715718443)

## Récompenses
Il a été récompensé en 2001 et en 2006 par l'État du Valais et en octobre 2013 par la ville de Sierre.